# Kynnersley
Kynnersley – wieś w Anglii, w hrabstwie ceremonialnym Shropshire, w dystrykcie (unitary authority) Telford and Wrekin. Leży 24 km na wschód od miasta Shrewsbury i 209 km na północny zachód od Londynu.